# Bolbeno
Bolbéno (Bolbén o Balbén in dialetto trentino) è una frazione di 333 abitanti del comune di Borgo Lares nella provincia di Trento situato nel cuore delle Valli Giudicarie. Ha costituito comune autonomo fino al 31 dicembre 2015, dopodiché si è fuso con Zuclo per formare il nuovo comune di Borgo Lares.
Bolbeno dispone anche di una piccola frazione denominata Stèle che conta poco più di 20 abitanti.
Il paese dista 41 chilometri dal capoluogo.

## Geografia fisica
Il paese sorge su un terrazzo alluvionale rialzato dai dintorni e guarda a nord-ovest verso Tione di Trento. A sud sovrasta il monte Piza.
Il territorio del comune risulta compreso tra i 518 e i 2.127 (Monte Altissimo) metri sul livello del mare.
Topograficamente il centro disegna un quadrilatero con vie simmetriche intercalate da androni, orti e da piazze ornate dalle solite fontane giudicariesi indicatrici dell'abbondanza d'acqua.

## Storia

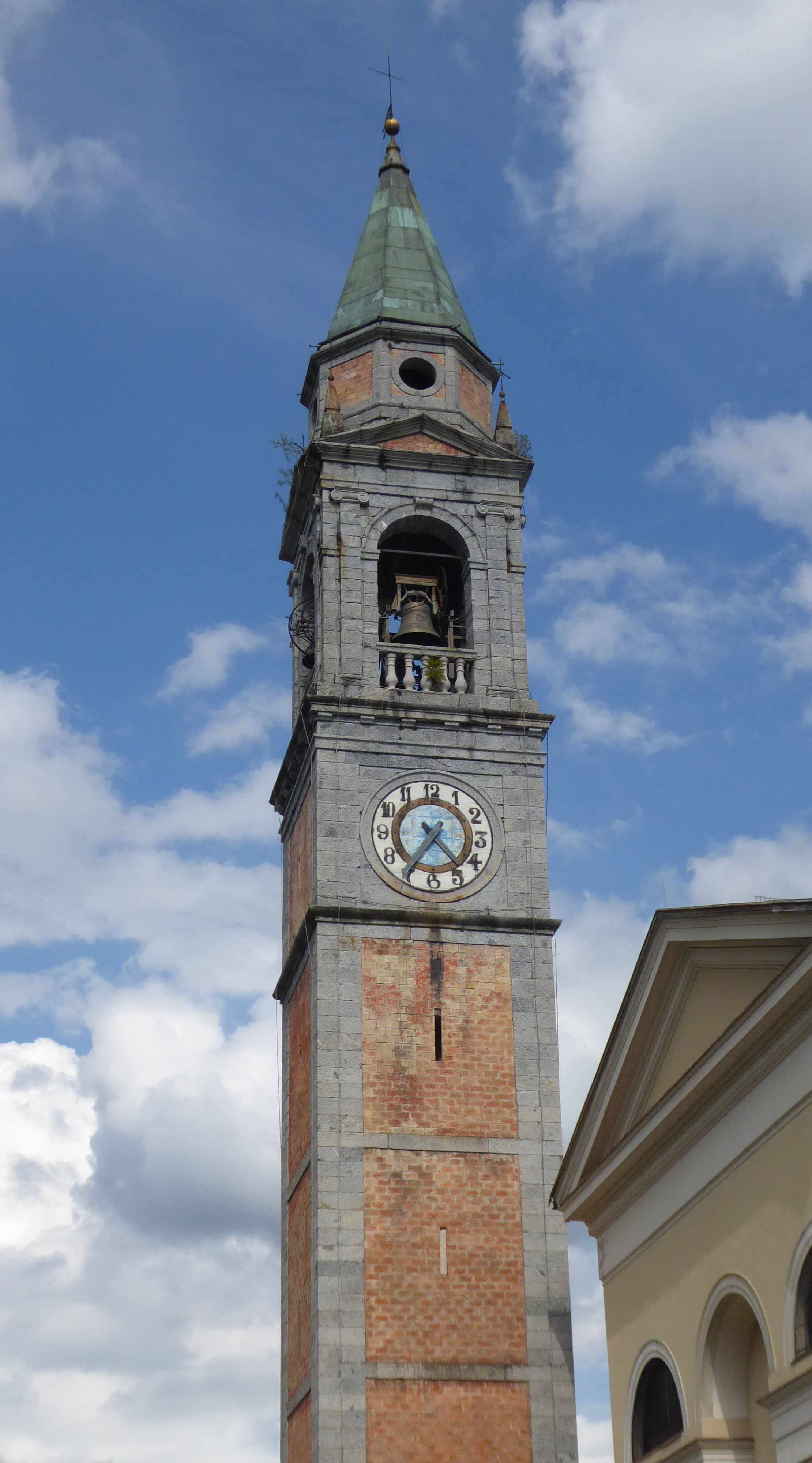
Il campanile della chiesa di San Zeno

Villaggio antico, vi si rinvennero monete romane del periodo imperiale, da Tito a Domiziano, da Antonino Pio a Giulia Mammea.
Le vecchie dimore, rustiche e rustico-signorili, hanno ballatoi, ampio tetto a due falde, androni, portali, bifore, popolaresche pitture sacre murali.
Le origini di Bolbeno risalirebbero all'epoca imperiale romana, il centro storico disegna un quadrilatero (castrametazione romana).
Nella via 3 novembre vi si notano austere residenze cinque-seicentesche, alcune delle quali con bifore e portali blasonati.
Di fronte ad un caratteristico vicolo con archi tesi tra le case, vi è la casa Marchetti, residenza dell'omonima illustre famiglia giudicariese. Ai lati della porta sono presenti due targhe in bronzo a ricordo del patriota-scrittore gen. Tullio Marchetti e la riproduzione del Bollettino della Vittoria di Armando Diaz.

### Dal II secolo ai giorni nostri[7]
Tra il II e il VI secolo d.C. Bolbeno, assieme alle località di Bondo, Breguzzo, Roncone e Zuclo era compreso in una regione geografica soprannominata Judicaria Summa Laganensis.
Documentato nel testamento del 15 novembre 928 del vescovo di Verona Nokterio si trova il lascito di queste terre da parte di quest'ultimo verso gli ecclesiastici veronesi; il testamento ne rende accertabile la giurisdizione.
I territori furono di proprietà della chiesa per diversi secoli, così come con i Rex Romanorum Ottone II nel 983, Enrico II nel 1014 e Enrico III nel 1047.
Anche dopo la formazione della contea vescovile del 1027, questi luoghi costituirono fino alla fine del Trecento un'enclave immunitaria nel Principato vescovile.
Nel 1348 il vescovato tridentino risultava essere già in possesso dei territori nei quali era compreso anche Bolbeno. Dall'annessione al principato le comunità dei paesi beneficiarono della possibilità di organizzarsi autonomamente: Bolbeno e Zuclo con Giugià diedero forma ad un'unica universitas con a capo un decanus, ma gli organi e le proprietà rimasero divise.
Nel 1803 Bolbeno passò, come tutto il Trentino, a far parte del Tirolo fino al 1918 quando entra a far parte del Regno d'Italia.
Dal 1803 resta sempre un comune autonomo, eccezion fatta per l'unione forzata imposta dal regime fascista al comune di Tione.
Si separa dal comune di Tione per tornare ancora una volta autonomo nel 1952.
Il 1º gennaio 2016 Bolbeno si fonde con il comune di Zuclo per istituire il comune di Borgo Lares.

### Simboli
Stemma
Non sono descritti ornamenti esteriori. Nello stemma è rappresentato il campanile della locale chiesa di San Zeno.
Gonfalone
Il gonfalone, benché concesso, non è mai stato realizzato.

Lo stemma e il gonfalone del comune erano stati adottati con deliberazione della Giunta provinciale n. 241 del 18 gennaio 1985.

## Monumenti e luoghi di interesse
- Chiesa di San Zeno
- Santuario della Madonna del Lares

## Società

### Evoluzione demografica
Abitanti censiti

## Economia
Sono numerose le attività presenti sul territorio comunale, in particolare imprese a carattere prevalentemente familiare, molte delle quali negli anni hanno raggiunto dimensioni notevoli. Diverse realtà concentrano la propria attività nell'artigianato del legno, ma non mancano nemmeno aziende agricole, edili, fonderie e produttori di stufe e caminetti.
Ruolo rilevante è rivestito dal settore turistico, grazie soprattutto alla presenza del piccolo impianto sciistico dove, durante la stagione invernale, sono impegnate varie associazioni.

### Turismo
Bolbeno è famosa per il suo impianto sciistico, gestito da oltre 60 anni dalla Pro Loco di Bolbeno. Un'area sciistica facile da raggiungere, dislocata ai margini dell'abitato, che si presta ottimamente alla pratica dello sci, in modo particolare per i più giovani.
L'area sciabile è costituita da 2 tracciati paralleli della lunghezza di 500 m, serviti da una sciovia (skilift) con portata di 720 persone/ora. L'impianto di innevamento (composto da 27 cannoni sparaneve) assieme alla favorevole esposizione a nord costituiscono i principali fattori di successo per la piccola stazione sciistica, collocata a soli 600 m s.l.m.
Data la rilevanza sovraccomunale della struttura, il Comune di Bolbeno ha stipulato una convenzione sovraccomunale per suddividersi una parte dei costi di gestione, in cambio di tariffe particolarmente vantaggiose per i residenti. Ad oggi sono oltre 50 i comuni convenzionati, coinvolgendo una popolazione che sfiora le 140.000 unità.
Nei pressi della stazione di partenza è presente un attrezzato campo scuola denominato "Bolbenolandia", dotato di 2 tappeti nastro trasportatori rispettivamente della lunghezza di 36 e 60 m. Un'area perfetta per chi si avvicina alla pratica dello sci, all'interno della quale si trova anche là un tracciato riservato a bob e slittini.
Sono numerose le manifestazioni che vi si svolgono in ogni stagione invernale, organizzate dallo Sci club locale, lo Sci club Bolbeno, con la collaborazione del Gruppo Alpini e Dei Vigili del fuoco di Zuclo e Bolbeno. Memorabile la data del 12 febbraio 2023 allorquando si svolse la gara di fine corso "Trofeo Giovanissimi", che ha visto la presenza di oltre 800 bambini.
A fondo pista era presente un servizio bar che a partire dalla stagione invernale 2010/2011 è stato sostituito da un ristorante bar di nuova costruzione, grazie all'opera di una società mista cui partecipano una cordata di imprenditori locali (nella misura del 51% del capitale sociale) e il Comune di Bolbeno per la parte di capitale residua.
Nelle immediate vicinanze si segnala la presenza di un servizio noleggio e laboratorio sci, con una dotazione di quasi 1800 paia di sci e scarponi.

## Amministrazione
| Periodo | Periodo | Primo cittadino | Partito                            | Carica  | Note |
| ------- | ------- | --------------- | ---------------------------------- | ------- | ---- |
| 2010    | 2015    | Diego Chiodega  | lista civica Costruire per Bolbeno | Sindaco |      |